# Queen of the Universe
Queen of the Universe ist eine US-amerikanische Musikshow, in der Dragqueens aus verschiedenen Ländern im Gesang gegeneinander antreten. Moderiert wird sie vom Komiker Graham Norton, die Jury war in der ersten Staffel mit den Sängerinnen Leona Lewis, Michelle Visage und Vanessa Lynn Williams sowie der Dragqueen Trixie Mattel besetzt. In der zweiten Staffel wurde Lewis durch die Sängerin Melanie B ersetzt.
Die Sendung ist eine Produktion von World of Wonder, dem Produktionsunternehmen hinter RuPaul’s Drag Race. Damit zusammenhängend haben der Moderator sowie mehrere der Kandidatinnen und Jurymitglieder Verbindungen zu Drag Race beziehungsweise seinen Ablegern. Queen of the Universe ist in den Vereinigten Staaten seit Dezember 2021, in Deutschland seit Dezember 2022 beim Streamingdienst Paramount+ abrufbar. Zudem wurde die erste Staffel in Deutschland vom 24. April bis zum 31. Mai 2022 auf MTV Germany ausgestrahlt.

## Produktion
Am 24. Februar 2021 meldete die Mediengruppe ViacomCBS, dass sie für ihren Streamingdienst Paramount+ mehrere neue Programme in Auftrag gegeben hatte. Eines davon war Queen of the Universe, eine Gesangsshow, in der Dragqueens aus verschiedenen Ländern gegeneinander antreten. Für die Sendung ist die Produktionsfirma World of Wonder verantwortlich, die bereits mit RuPaul’s Drag Race eine Wettbewerbssendung mit Dragqueens produziert. Die Dreharbeiten fanden gut zwei Monate vor der Staffelpremiere am 2. Dezember vom 28. September bis zum 8. Oktober im Excel Centre in London statt.
Am 27. September wurde der irische Komiker Graham Norton als Moderator der Sendung bekanntgegeben. Er arbeitete bereits in der Vergangenheit mit World of Wonder zusammen, da er festes Jurymitglied beim britischen Drag Race-Ableger ist. Ende Oktober benannte Paramount+ die Juroren von Queen of the Universe. Diese waren die Sängerinnen Leona Lewis, Michelle Visage und Vanessa Lynn Williams sowie die Dragqueen Trixie Mattel. Bis auf Lewis hatten alle Juroren eine Verbindung zu Drag Race. Mattel nahm an der siebten Staffel teil und gewann die dritte Staffel des Ablegers RuPaul’s Drag Race All Stars für ehemalige Kandidatinnen. Visage sitzt seit der dritten Staffel in der Originalserie sowie in mehreren Ablegern in der Jury, während Williams in jeweils einer Folge des Originals sowie All Stars Gastjurorin war und eine Episode des Ablegers RuPaul’s Secret Celebrity Drag Race für Prominente gewann.
Am 10. November wurde die offizielle Kandidatinnenliste veröffentlicht. Von den 14 Teilnehmerinnen kamen fünf aus den Vereinigten Staaten und jeweils eine aus Australien, Brasilien, China, Dänemark, Frankreich, Indien, Kanada, Mexiko sowie dem Vereinigten Königreich. Sechs von ihnen nahmen zuvor an Drag Race oder anderen Gesangsshows in Drag teil. Jujubee war Kandidatin der zweiten Staffel von Drag Race sowie der ersten und fünften von All Stars, Leona Winter gewann eine Staffel des chilenischen Drag Race-Ablegers The Switch und nahm an der französischen Version von The Voice teil. Ada Vox und Chy’enne Valentino waren Kandidatinnen bei American Idol, La Voix bei Britain’s Got Talent, Gingzilla bei America’s Got Talent und der britischen Version von The X Factor.
Am 15. Februar 2022 wurde die Sendung offiziell um eine weitere Staffel verlängert. Am 20. Juni gab Paramount+ bekannt, dass die britische Sängerin Melanie B Lewis in der Jury ersetzt. Brown war bereits in einer Episode der siebten Staffel von Drag Race Gastjurorin. Am 22. Februar 2023 wurden die Kandidatinnen der zweiten Staffel vorgestellt, die am 2. Juni ihre Premiere feierte. Von den 10 Teilnehmerinnen stammten zwei aus den Vereinigten Staaten und jeweils eine aus Australien, Brasilien, Israel, Italien, Mexiko, den Niederlanden, den Philippinen und dem Vereinigten Königreich. Zwei von ihnen waren davor Kandidatinnen in Drag Race-Ablegern. Aura Eternal nahm an der zweiten Staffel der italienischen Version teil, Love Masisi an der zweiten Staffel des niederländischen Ablegers.
Am 22. Juni veröffentlichte Paramount+ alle restlichen Folgen der zweiten Staffel, obwohl die Episoden bis dahin im wöchentlichen Modus ausgestrahlt wurden. Zuschauer spekulierten deswegen online über eine mögliche Einstellung der Sendung, die der Streamingdienst am Tag darauf offiziell bestätigte. Queen of the Universe wird zudem ab dem 30. Juni nicht mehr bei Paramount+ verfügbar sein. Am 28. Juni verkündete World of Wonder, dass die Sendung weltweit ab dem 1. Juli ins Programm ihres Streamingdienstes WOW Present Plus aufgenommen wird.

## Konzept
In der Sendung treten die Teilnehmerinnen gegeneinander im Singen an, wobei in die Jurywertung nicht nur ihre stimmliche Qualität, sondern auch ihre selbst entworfenen Kleider sowie ihr Auftreten berücksichtigt werden. Je nach Episode scheiden die schwächsten Dragqueens entweder durch die Stimmen der Jury oder des Saalpublikums aus.

### Staffel 1
In der ersten Staffel wurden die 14 Kandidatinnen in den ersten zwei Folgen zunächst in zwei Gruppen unterteilt. Pro Episode trat eine der beiden Gruppen an, wobei jede Teilnehmerin ein Lied sang. Die Jury entschied, welche der Kandidatinnen weiterkamen. In der dritten Episode wählten die Juroren von den drei Teilnehmerinnen mit den wenigsten Publikumsstimmen eine aus, die ausschied. In der vierten Folge trugen die Kandidatinnen im Duett ein selbst komponiertes Lied vor. Zwei Paare kamen durch die Publikumsentscheidung weiter, ein Paar schied aus. Die beiden Teilnehmerinnen mit den zweitwenigsten Stimmen traten hintereinander an, danach verblieb eine von ihnen durch die Jury im Wettbewerb. Im Halbfinale zogen zwei Kandidatinnen nach der Abstimmung der Zuschauer direkt ins Finale ein. Eine der drei restlichen Dragqueens erreichte durch die Jury ebenfalls das Finale. Das Publikum entschied auch in der letzten Folge, in der jede Kandidatin zwei Lieder sang, über die Gesamtsiegerin.

### Staffel 2
In der zweiten Staffel wurden die 10 Kandidatinnen ebenfalls in den ersten beiden Folgen in zwei Gruppen aufgeteilt. In der ersten Episode waren drei Teilnehmerinnen durch das Publikum sicher weiter, in der zweiten eine Kandidatin. Die Teilnehmerin mit den wenigsten Zuschauerstimmen schied in der zweiten Folge aus, danach traten die übrigen fünf Kandidatinnen in einer letzten Runde zum Lied Wannabe gegeneinander an. Vier von ihnen verblieben durch die Jurystimmen im Wettbewerb. In der dritten Episode traten die Teilnehmerinnen wie in der vorherigen Staffel in Zweierpaaren gegeneinander an und sangen selbstkomponierte Lieder. Die Kandidatinnen mit den wenigsten Publikumsstimmen mussten hintereinander antreten, eine von ihnen wurde durch die Jury weitergewählt.

## Staffel 1 (2021)
| Juroren               | Juroren       | Juroren     | Juroren         |
| --------------------- | ------------- | ----------- | --------------- |
| Vanessa Lynn Williams | Trixie Mattel | Leona Lewis | Michelle Visage |

### Kandidatinnen
| Kandidatin         | Heimatort     | Platzierung               | Quelle |
| ------------------ | ------------- | ------------------------- | ------ |
| Grag Queen         | Canela        | Gewinnerin                | [ 39 ] |
| Ada Vox            | San Antonio   | 2. Platz                  | [ 40 ] |
| Aria B Cassadine   | Atlanta       | 3. Platz                  | [ 41 ] |
| La Voix 1          | London        | 4./5. Platz               | [ 42 ] |
| Rani Ko-He-Nur     | Mumbai        | 4./5. Platz               | [ 43 ] |
| Leona Winter       | Paris         | 6. Platz                  | [ 42 ] |
| Gingzilla          | Sydney        | 7./8. Platz               | [ 44 ] |
| Regina Voce        | Mexiko-Stadt  | 7./8. Platz               | [ 45 ] |
| Matante Alex       | Montreal      | 9. Platz                  | [ 44 ] |
| Betty Bitschlap    | Kopenhagen    | 10./11./12./13./14. Platz | [ 46 ] |
| Chy’enne Valentino | Chicago       | 10./11./12./13./14. Platz | [ 47 ] |
| Jujubee            | Boston        | 10./11./12./13./14. Platz | [ 48 ] |
| Novaczar           | New York City | 10./11./12./13./14. Platz | [ 49 ] |
| Woowu              | Guangzhou     | 10./11./12./13./14. Platz | [ 47 ] |

### Folgen
|   | Teilnehmerin       | Lied, Originalinterpret                          | Ergebnis      |
| - | ------------------ | ------------------------------------------------ | ------------- |
| 1 | Grag Queen         | Rehab – Amy Winehouse                            | Gewonnen      |
| 2 | Betty Bitschlap    | Dance Monkey – Tones and I                       | Ausgeschieden |
| 3 | Chy’enne Valentino | Wrecking Ball – Miley Cyrus                      | Ausgeschieden |
| 4 | Woowu              | Material Girl – Madonna                          | Ausgeschieden |
| 5 | Novaczar           | I’m Not a Girl, Not Yet a Woman – Britney Spears | Ausgeschieden |
| 6 | Gingzilla          | Human – Rag ’n’ Bone Man                         | Gewonnen      |
| 7 | Leona Winter       | Non, je ne regrette rien – Édith Piaf            | Gewonnen      |

|   | Teilnehmerin     | Lied, Originalinterpret                                                              | Ergebnis      |
| - | ---------------- | ------------------------------------------------------------------------------------ | ------------- |
| 1 | Ada Vox          | At Last – Ray Eberle & Pat Friday                                                    | Gewonnen      |
| 2 | Regina Voce      | Caruso – Lucio Dalla                                                                 | Gewonnen      |
| 3 | Rani Ko-He-Nur   | Piya Tu Ab To Aja – Asha Bhosle & Rahul Dev Burman / Laila Main Laila – Pawni Pandey | Gewonnen      |
| 4 | La Voix          | Mourir sur scène – Dalida                                                            | Ausgeschieden |
| 5 | Jujubee          | Into You – Ariana Grande                                                             | Ausgeschieden |
| 6 | Matante Alex     | He Taught Me How To Yodel – Taylor Ware                                              | Gewonnen      |
| 7 | Aria B Cassadine | Rise Like a Phoenix – Conchita Wurst                                                 | Gewonnen      |

|   | Teilnehmerin     | Lied, Originalinterpret                          | Ergebnis      |
| - | ---------------- | ------------------------------------------------ | ------------- |
| 1 | Aria B Cassadine | You Make Me Feel (Mighty Real) – Sylvester James | Gewonnen      |
| 2 | Leona Winter     | The Winner Takes It All – ABBA                   | Vielleicht    |
| 3 | Regina Voce      | Un-Break My Heart – Toni Braxton                 | Vielleicht    |
| 4 | Grag Queen       | Dream a Little Dream of Me – Ozzie Nelson        | Gewonnen      |
| 5 | Matante Alex     | 9 to 5 – Dolly Parton                            | Ausgeschieden |
| 6 | Rani Ko-He-Nur   | My Heart Will Go On – Céline Dion                | Gewonnen      |
| 7 | Ada Vox          | I Put a Spell on You – Screamin’ Jay Hawkins     | Gewonnen      |
| 8 | Gingzilla        | Believe – Cher                                   | Gewonnen      |
| 9 | La Voix          | Car Wash – Rose Royce                            | Gewonnen      |

|                   | Teilnehmerinnen             | Lied, Originalinterpret                    | Ergebnis      |
| ----------------- | --------------------------- | ------------------------------------------ | ------------- |
| 1                 | Rani Ko-He-Nur & Grag Queen | Damn That Man                              | Gewonnen      |
| 2                 | Gingzilla & Regina Voce     | Girl Power                                 | Ausgeschieden |
| 3                 | La Voix & Leona Winter      | Friends Forever                            | Vielleicht    |
| 4                 | Ada Vox & Aria B Cassadine  | Back Off Bitch                             | Gewonnen      |
| Survival Sing-Off |                             |                                            |               |
| 5                 | La Voix                     | Don’t Rain on My Parade – Barbra Streisand | Gewonnen      |
| 6                 | Leona Winter                | The Edge of Glory – Lady Gaga              | Ausgeschieden |

|   | Teilnehmerin     | Lied, Originalinterpret                     | Ergebnis      |
| - | ---------------- | ------------------------------------------- | ------------- |
| 1 | Ada Vox          | Cuz I Love You – Lizzo                      | Vielleicht    |
| 2 | Rani Ko-He-Nur   | Bad Romance – Lady Gaga                     | Ausgeschieden |
| 3 | Aria B Cassadine | Bad Girls – Donna Summer                    | Gewonnen      |
| 4 | La Voix          | Welcome to Burlesque – Cher                 | Ausgeschieden |
| 5 | Grag Queen       | Girls Just Want to Have Fun – Robert Hazard | Gewonnen      |

|                   | Kostüm                           | Lied, Originalinterpret                     | Ergebnis      |
| ----------------- | -------------------------------- | ------------------------------------------- | ------------- |
|                   | Alle Teilnehmerinnen der Staffel | Drag Queen Holiday                          | –             |
|                   |                                  |                                             |               |
| 1                 | Grag Queen                       | Jingle Bell Rock – Bobby Helms              | —             |
| 2                 | Aria B Cassadine                 | Rudolph the Red-Nosed Reindeer – Gene Autry | —             |
| 3                 | Ada Vox                          | Pure Imagination – Gene Wilder              | —             |
| Zweiter Durchgang |                                  |                                             |               |
| 4                 | Aria B Cassadine                 | This Is the Moment – Chuck Wagner           | Dritter Platz |
| 5                 | Ada Vox                          | Open Arms – Journey                         | Zweiter Platz |
| 6                 | Grag Queen                       | Rise Up – Andra Day                         | Gewinnerin    |

## Staffel 2 (2023)
| Juroren     | Juroren       | Juroren               | Juroren         |
| ----------- | ------------- | --------------------- | --------------- |
| Melanie B 2 | Trixie Mattel | Vanessa Lynn Williams | Michelle Visage |

### Kandidatinnen
| Kandidatin    | Heimatort      | Platzierung | Quelle |
| ------------- | -------------- | ----------- | ------ |
| Taiga Brava   | Cancún         | Gewinnerin  | [ 52 ] |
| Trevor Ashley | Sydney         | 2.          | [ 53 ] |
| Aura Eternal  | Palermo        | 3.          | [ 54 ] |
| Jazell Royale | Jacksonville   | 4.          | [ 55 ] |
| Maxie 3       | Quezon City    | 5.          | [ 56 ] |
| Viola         | Coventry       | 6.          | [ 57 ] |
| Militia Scunt | Los Angeles    | 7.          | [ 58 ] |
| Love Masisi   | Amsterdam      | 8.          | [ 57 ] |
| Miss Sistrata | Tel Aviv-Jaffa | 9.          | [ 59 ] |
| Chloe V       | Rio de Janeiro | 10.         | [ 60 ] |

### Folgen
|   | Teilnehmerin  | Lied, Originalinterpret             | Ergebnis   |
| - | ------------- | ----------------------------------- | ---------- |
| 1 | Taiga Brava   | Everything I Wanted – Billie Eilish | Vielleicht |
| 2 | Trevor Ashley | Get the Party Started – Pink        | Gewonnen   |
| 3 | Miss Sistrata | Diva – Dana International           | Vielleicht |
| 4 | Viola         | Lay Me Down – Sam Smith             | Gewonnen   |
| 5 | Jazell Royale | Easy on Me – Adele                  | Gewonnen   |

|                     | Teilnehmerin  | Lied, Originalinterpret                                                  | Ergebnis      |
| ------------------- | ------------- | ------------------------------------------------------------------------ | ------------- |
| 1                   | Aura Eternal  | Take Me to Church – Hozier                                               | Vielleicht    |
| 2                   | Maxie         | Do It Like a Dude – Jessie J                                             | Vielleicht    |
| 3                   | Chloe V       | Creep – Radiohead                                                        | Ausgeschieden |
| 4                   | Militia Scunt | Just Got Paid – Sigala & Ella Eyre & Meghan Trainor feat. French Montana | Gewonnen      |
| 5                   | Love Masisi   | Nails, Hair, Hips, Heels – Todrick Hall                                  | Vielleicht    |
| Spice Girl Showdown |               |                                                                          |               |
| 6                   | Aura Eternal  | Wannabe – Spice Girls                                                    | Gewonnen      |
| 6                   | Love Masisi   | Wannabe – Spice Girls                                                    | Gewonnen      |
| 6                   | Maxie         | Wannabe – Spice Girls                                                    | Gewonnen      |
| 6                   | Miss Sistrata | Wannabe – Spice Girls                                                    | Ausgeschieden |
| 6                   | Taiga Brava   | Wannabe – Spice Girls                                                    | Gewonnen      |

|                   | Teilnehmerinnen               | Lied, Originalinterpret                                | Ergebnis      |
| ----------------- | ----------------------------- | ------------------------------------------------------ | ------------- |
| 1                 | Taiga Brava & Viola           | T4B                                                    | Gewonnen      |
| 2                 | Aura Eternal & Maxie          | This Hot                                               | Gewonnen      |
| 3                 | Jazell Royale & Militia Scunt | Gagging For You                                        | Gewonnen      |
| 4                 | Love Masisi & Trevor Ashley   | Rock Hard                                              | Vielleicht    |
| Survival Sing-Off |                               |                                                        |               |
| 5                 | Love Masisi                   | And I Am Telling You I’m Not Going – Jennifer Holliday | Ausgeschieden |
| 6                 | Trevor Ashley                 | This Is Me – Keala Settle                              | Gewonnen      |

|   | Teilnehmerin  | Lied, Originalinterpret                        | Ergebnis      |
| - | ------------- | ---------------------------------------------- | ------------- |
| 1 | Maxie         | Flashdance … What a Feeling – Irene Cara       | Gewonnen      |
| 2 | Militia Scunt | Love Is a Losing Game – Amy Winehouse          | Ausgeschieden |
| 3 | Aura Eternal  | Family Affair – Mary J. Blige                  | Vielleicht    |
| 4 | Taiga Brava   | Praying – Kesha                                | Gewonnen      |
| 5 | Jazell Royale | Save the Best for Last – Vanessa Lynn Williams | Gewonnen      |
| 6 | Viola         | Don’t Stop Me Now – Queen                      | Gewonnen      |
| 7 | Trevor Ashley | The Rose – Amanda McBroom                      | Gewonnen      |

|                  | Teilnehmerin  | Lied, Originalinterpret                                            | Ergebnis      |
| ---------------- | ------------- | ------------------------------------------------------------------ | ------------- |
| 1                | Taiga Brava   | About Damn Time – Lizzo                                            | Vielleicht    |
| 2                | Jazell Royale | React – The Pussycat Dolls                                         | Gewonnen      |
|                  |               |                                                                    |               |
| 3                | Aura Eternal  | Stupid Love – Lady Gaga                                            | Vielleicht    |
| 4                | Trevor Ashley | Me Too – Meghan Trainor                                            | Gewonnen      |
|                  |               |                                                                    |               |
| 5                | Viola         | It’s a Sin – Pet Shop Boys                                         | Vielleicht    |
| 6                | Maxie         | Physical – Dua Lipa                                                | Gewonnen      |
| Survial Sing-Off |               |                                                                    |               |
| 7                | Aura Eternal  | Sisters Are Doin’ It for Themselves – Eurythmics & Aretha Franklin | Gewonnen      |
| 7                | Taiga Brava   | Sisters Are Doin’ It for Themselves – Eurythmics & Aretha Franklin | Gewonnen      |
| 7                | Viola         | Sisters Are Doin’ It for Themselves – Eurythmics & Aretha Franklin | Ausgeschieden |

|   | Teilnehmerin  | Lied, Originalinterpret                   | Ergebnis   |
| - | ------------- | ----------------------------------------- | ---------- |
| 1 | Trevor Ashley | Better the Devil You Know – Kylie Minogue | Vielleicht |
| 2 | Taiga Brava   | All by Myself – Eric Carmen               | Gewonnen   |
| 3 | Aura Eternal  | Someone You Loved – Lewis Capaldi         | Vielleicht |
| 4 | Jazell Royale | Imagine – John Lennon                     | Gewonnen   |

|           | Teilnehmerin  | Lied, Originalinterpret                        | Ergebnis      | Mentorin              |
| --------- | ------------- | ---------------------------------------------- | ------------- | --------------------- |
| 1         | Taiga Brava   | Good Ones – Charli XCX                         | Gewonnen      | Mel B                 |
| 2         | Jazell Royale | I’m a Slave 4 U – Britney Spears               | Vielleicht    | Vanessa Lynn Williams |
| 3         | Aura Eternal  | Left Outside Alone – Anastacia                 | Gewonnen      | Michelle Visage       |
| 4         | Trevor Ashley | River Deep – Mountain High – Ike & Tina Turner | Vielleicht    | Trixie Mattel         |
| Smackdown |               |                                                |               |                       |
| 5         | Jazell Royale | Strong Enough – Cher                           | Ausgeschieden |                       |
| 6         | Trevor Ashley | Strong Enough – Cher                           | Gewonnen      |                       |

|                   | Kostüm        | Lied, Originalinterpret              | Ergebnis      |
| ----------------- | ------------- | ------------------------------------ | ------------- |
| 1                 | Trevor Ashley | It’s Raining Men – The Weather Girls | —             |
| 2                 | Taiga Brava   | True Colors – Cyndi Lauper           | —             |
| 3                 | Aura Eternal  | Sissy That Walk – RuPaul             | —             |
| Zweiter Durchgang |               |                                      |               |
| 4                 | Trevor Ashley | Maybe This Time – Liza Minnelli      | Zweiter Platz |
| 5                 | Aura Eternal  | Without You – Badfinger              | Dritter Platz |
| 6                 | Taiga Brava   | Chandelier – Sia                     | Gewinnerin    |

## Rezeption
Brad Newsome bezeichnete Queen of the Universe in The Sydney Morning Herald als einzigartiges Drag-Programm. Obgleich die Jury unter anderem mit Visage und Williams gut besetzt sei, machten erst der Elan sowie die Varietät der Teilnehmerinnen aus verschiedenen Ländern die Sendung herausragend. Laut Joel Keller von Decider lobten Williams und Lewis die Teilnehmerinnen etwas zu überschwänglich, während Visages Kritiken sinnvoll und Mattels Bewertungen kenntnisreich ausfielen. Das Gesangstalent fast aller Kandidatinnen, deren Vorstellungen etwas zu lange dauerten, sei überraschend fantastisch und beeindruckend. Die Sendung sei sowohl überschaubar als auch dank der talentierten Kandidatinnen sowie lebhaften Jury unterhaltsam, weswegen es sich letztlich lohne, sie zu streamen.
Coleman Spilde lobte die zweite Staffel im The Daily Beast. Die Darbietungen der Teilnehmerinnen seien mitreißend und aufgrund des beeindruckenden Produktionswerts besser als manches Popkonzert. Die neue Jurorin Mel B sorgte mit ihrer temperamentvollen, direkten Art dafür, dass der Wettbewerb nicht seine Schärfe verliere. Letztlich sei die Sendung im Gegensatz zu anderen Musikwettbewerbssendungen nicht übertrieben sentimental oder theatralisch, weswegen sie das angestaubte Genre dank ihrer echten Stars wiederbelebe.

## Nominierung
2022 wurde die Sendung bei den MTV Movie & TV Awards in der Kategorie Best New Unscripted Series nominiert.